# ذوبر
ذَوْبَر (الاسم العلمي: Heterobranchus)، جنس أسماك من فصيلة القراميط المتنفسة للهواء أعطانها في أفريقيا. ومع ذلك، تم اكتشاف نوع (H. palaeindicus)، وهو النوع الوحيد المنقرض المعروف للجنس، في تلال سوالك، الهند، التي يرجع تاريخها إلى العصر البليوسيني الأدنى.
اعتمادًا على الأنواع الدقيقة المعنية، تصل أطوال أسماك هذا الجنس من 64 إلى 150 سم (25 إلى 59 بوصة)، حيث يعد نوع H. longifilis أكبر أسماك المياه العذبة الصارمة في جنوب إفريقيا، حيث يبلغ طولها إلى 150 سم (59 بوصة). ويبلغ وزنها حوالي 55 كجم (121 رطل).

## الأنواع
يحتوي هذا الجنس على أربعة أنواع حديثة ونوعين أأحفوريتان:

## = الأنواع الحديثة
- Heterobranchus bidorsalis إيتيان جوفري سانت هيلار, 1809 (قرموط أفريقي)
- Heterobranchus boulengeri (Pellegrin, 1922)
- Heterobranchus isopterus (بيتر بليكر, 1863) —وجد في غرب أفريقيا—
- Heterobranchus longifilis اشيل فالنسيان, 1840 (Vundu; Sampa)

### الأنواع الأحفورية
- انقراضHeterobranchus austriacus (Thenius, 1952)
- †Heterobranchus palaeindicus (Lydekker, 1886)